# Turisme i Cameroun
Turisme i Cameroun er en voksende, men ret lille industri. Siden 1970'erne har Camerouns regering hjulpet industrien ved at lave et turistministerium og fremme investeringer af flyselskaber, hoteller og rejsebureauer. Regeringen beskriver landet som "Miniafrika" og viser landets klima-, kultur- og geografiforskelle[kilde mangler].
| Turisme | Spire Denne artikel om turisme er en spire som bør udbygges. Du er velkommen til at hjælpe Wikipedia ved at udvide den. |